# デイビス・グッゲンハイム
デイヴィス・グッゲンハイム（Davis Guggenheim、1963年11月3日 - ）は、アメリカ合衆国出身の映画監督・プロデューサー。

## 略歴
父親は映画監督のユダヤ系スイス人移民のチャールズ・グッゲンハイム。ブラウン大学で学ぶ。
1990年代始めからテレビ製作に携わり、『ER緊急救命室』、『サンフランシスコの空の下』、『24 -TWENTY FOUR-』、『エイリアス』、『ザ・シールド ルール無用の警察バッジ』、『デッドウッド 〜銃とSEXとワイルドタウン』といった人気テレビシリーズの数エピソードを監督。また、2006年には地球温暖化防止を訴えるアル・ゴアのスライド講演の様子を収めた『不都合な真実』でアカデミー長編ドキュメンタリー映画賞を受賞した。
プライベートでは女優のエリザベス・シューと結婚、3人の子どもがいる。

## 作品

### 映画
- ゴシップ Gossip (2000) 監督
- トレーニング デイ Training Day (2001) 製作
- 不都合な真実 An Inconvenient Truth (2006) 監督・製作総指揮
- ゲット・ラウド ジ・エッジ、ジミー・ペイジ、ジャック・ホワイト×ライフ×ギター It Might Get Loud (2008) 監督
- スーパーマンを待ちながら Waiting for "Superman" (2010) 監督・脚本
- 不都合な真実2 放置された地球 An Inconvenient Sequel:Truth to Power (2017) 製作総指揮
- STILL:マイケル・J・フォックス ストーリー Still: A Michael J. Fox Movie (2023) 監督・製作

### テレビシリーズ
- 天才の頭の中: ビル・ゲイツを解読する（英語版） Inside Bill's Brain: Decoding Bill Gates (2019) 企画・監督・製作総指揮